# Амін Ель Уаззані
Амін Ель Уаззані (араб. أمين الوزاني, нар. 15 липня 2001, Гренобль, Франція) — марокканський футболіст, нападник португальського клубу «Брага».

## Ігрова кар'єра

### Клубна
Амін Ель Уаззані є вихованцем клубу «Гренобль». Професійну кар'єру він почав у 2020 році в клубі Третього дивізіону чемпіонату Франції «Бур-ан-Бресс Перонна». 28 листопада 2022 року футболіст перейшов до «Генгама», з яким підписав контракт до червня 2025 року. Першу гру в Лізі 2 Ель Уаззані провів 26 грудня 2022 року.
В червні 2024 року нападник перейшов до португальського клубу «Брага», з яким підписав контракт на п'ять років.

### Збірна
Амін Ель Уаззані народився у Франції і крім марокканського має також і французьке громадянство.
В червні 2023 року Ель Уаззані в складі молодіжної збірної Марокко став переможцем молодіжного Кубку африканських націй.

## Титули
Марокко (U-23)
 Чемпіон Африки: 2023